# Fuente del Berro
Fuente del Berro és un dels 6 barris del Districte de Salamanca, a Madrid. A aquest barri s'hi troba la Colonia de Fuente del Berro, petits xalets i adosats que es construïren a començament del segle xix amb un alt valor adquisitiu. També hi ha el Parc Quinta del Berro situat a la part oriental del barri.
El barri és limitat pel carrer d'Alcalá al nord, el carrer Doctor Esquerdo a l'est, Avenida de la Paz o M-30 a l'oest i el carrer O'Donnell al sud. Limita al nord amb el barri de Guindalera, a l'oest amb el barri de Goya, ambdós del districte de Salamanca; al sud amb el barri de La Estrella (Districte de Retiro) i a l'est amb el barri de Ventas (Ciudad Lineal).